# Błąd koniunkcji
Błąd koniunkcji (złudzenie koniunkcji) – jeden z błędów poznawczych oraz błędów logicznych, polegający na przypisaniu koniunkcji zdarzeń wyższego prawdopodobieństwa niż pojedynczym zdarzeniom należącym do tej koniunkcji.

## Historia badań

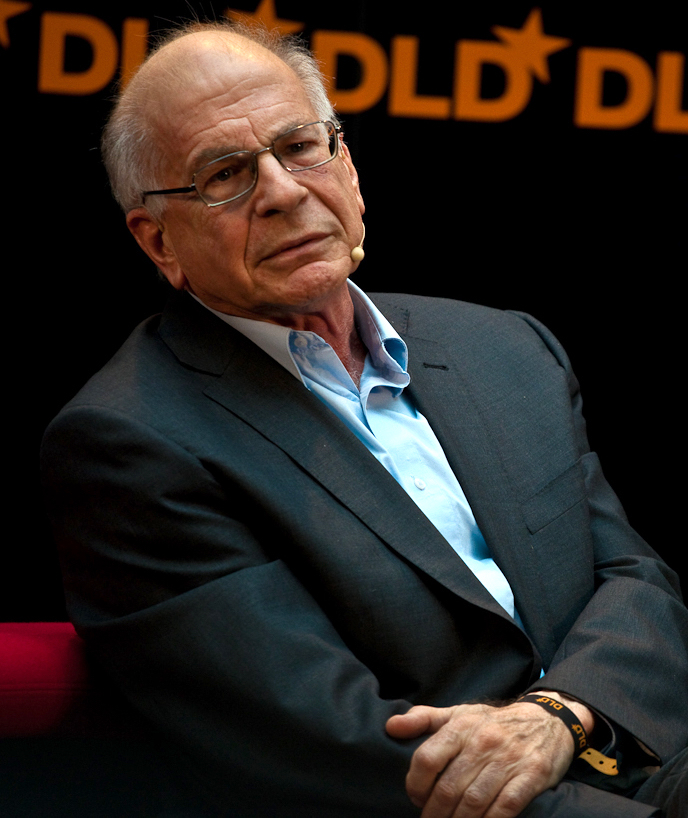
Daniel Kahneman, jeden z twórców pojęcia błąd koniunkcji

Amos Tversky i Daniel Kahneman w swoim artykule z 1971 roku Wiara w prawo małych liczb opisali wyniki badania ankietowego przeprowadzonego wśród psychologów-naukowców. Wyniki badania wskazywały na wiele błędnych przekonań na temat statystyki i nielogiczności w metodologii badań. Okazało się między innymi, że badacze uważali hipotezę za lepiej udowodnioną wtedy, gdy przemawiały za nią mocne (istotne statystycznie) wyniki jednego badania, niż gdy dowodem były te same mocne wyniki z jednego badania i trochę słabsze wyniki z drugiego. A przecież prawdopodobieństwo potwierdzenia hipotezy w dwóch niezależnych badaniach jest mniejsze, niż potwierdzenie jej tylko w jednym badaniu. Wnioski wyciągnięte z ankiety, mówiące o nieracjonalności w szacowaniu prawdopodobieństwa, zapoczątkowały wieloletnie badania nad błędami poznawczymi.
W 1982 roku ci sami autorzy przeprowadzili, a następnie opisali, następujący eksperyment:
Linda ma 31 lat, jest otwartą, inteligentną, i niezamężną kobietą. Ukończyła filozofię. Jako studentka poświęcała dużo czasu problemom sprawiedliwości społecznej i dyskryminacji, uczestniczyła też w demonstracjach antynuklearnych. Co jest bardziej prawdopodobne?
1. Linda pracuje w banku
2. Linda pracuje w banku i jest aktywną działaczką ruchu feministycznego

Wyniki były zaskakujące: 85% badanych wybrało odpowiedź 2. Jednak z punktu widzenia iloczynu zdarzeń, prawdopodobieństwo jednoczesnego wystąpienia dwóch zdarzeń nie może być większe niż prawdopodobieństwo wystąpienia któregokolwiek z nich ocenianego pojedynczo, gdyż dodatkowe kryteria mogą jedynie zmniejszyć prawdopodobieństwo. Przykładowo, nawet jeśli prawdopodobieństwo tego że Linda pracuje w banku jest bardzo małe (np. 5%), a prawdopodobieństwo że jest aktywną feministką jest bardzo duże (np. 95%), to nadal prawdopodobieństwo obu tych zdarzeń jednocześnie nie może być większe niż prawdopodobieństwo tego, że pracuje w banku i wynosi 4,75%.
Rok później przeprowadzono replikację badań oraz kolejny eksperyment:
Pięćdziesięciopięcioletnia kobieta miała zator tętnicy płucnej. Jakie jest prawdopodobieństwo, że miała ona również:
1. duszność i niedowład kończyn
2. opłucnowy ból w klatce piersiowej
3. omdlenia i tachykardię
4. niedowład kończyn
5. krwioplucie

Aż 91% lekarzy internistów uważało, że wystąpienie kombinacji dwóch objawów jest bardziej prawdopodobne, niż wystąpienie tylko jednego z nich.
Uzyskany efekt przeceniania prawdopodobieństwa kombinacji zdarzeń nazwano błędem koniunkcji.
Efekt potwierdzono również w kolejnym badaniu:
Bill ma 34 lata, jest inteligentnym, obowiązkowym, nieobdarzonym wielką wyobraźnią i raczej niemrawym człowiekiem. W szkole miał bardzo dobre oceny z matematyki i słabsze z nauk humanistycznych i społecznych. Co jest bardziej prawdopodobne?
1. Bill jest księgowym
2. Bill w wolnych chwilach gra jazz
3. Bill jest księgowym i w wolnych chwilach gra jazz

Osoby badane za najbardziej prawdopodobną uznały opcję 1 (Bill jest księgowym), a następnie opcję 3 (Bill jest księgowym i w wolnych chwilach gra jazz), pomimo że bardziej od niej prawdopodobna jest opcja 2 (Bill w wolnych chwilach gra jazz).

## Wyjaśnienie mechanizmu
Tversky i Kahneman wyjaśniali występowanie tego błędu używaniem przez ludzi przy odpowiadaniu na pytanie heurystyki reprezentatywności. Opcja 2 (Linda pracuje w banku i jest aktywną działaczką ruchu feministycznego) wydaje się bardziej „reprezentatywna” (łatwiej wyobrażalna) dla Lindy na podstawie jej opisu, nawet jeśli matematycznie jest w oczywisty sposób mniej prawdopodobna.
Innym wyjaśnieniem błędu koniunkcji jest koncepcja „myślenia scenariuszowego” zaproponowana przez Robyna Dawesa. Opisuje on między innymi badanie, w którym pytano o to, jakie jest prawdopodobieństwo zdarzenia, że tenisista, który popadł w alkoholizm wygra za osiem miesięcy ważny tenisowy turniej? Prawdopodobieństwo oceniane przez osoby badane było bardzo niskie. Jeżeli jednak przedstawiono scenariusz zdarzeń, który może doprowadzić do wygranej: tenisista wstąpił do klubu AA → przestał pić → zaczął ciężko trenować → po ośmiu miesiącach wygrał ważny turniej, to prawdopodobieństwo sukcesu tenisisty zostało oceniane znacznie wyżej. Dopisany scenariusz zwiększył prawdopodobieństwo przez uwiarygodnienie efektu.

## Krytyka
Krytyce poddano założenia leżące u podstaw eksperymentów nad błędem koniunkcji. Analizowano w jaki sposób uczestnicy rozumieją wyrażenie „co jest bardziej prawdopodobne?”. Okazało się, że większość uczestników nie rozumie prawdopodobieństwa w sensie matematycznym, ale jako jedno z wielu innych znaczeń tego słowa, czyli wiarygodność, możliwość wystąpienia lub typowość określonej sytuacji. Oznacza to, że dla osób badanych postać Lindy będącej działaczką ruchu feministycznego jest po prostu bardziej wiarygodna.
Podważyło to wyjaśnienie błędu koniunkcji za pomocą heurystyki reprezentatywności. Jeżeli rzeczywiście ludzki mózg kieruje się taką logiką, to powinien zareagować w ten sam sposób na ten sam problem, tylko inaczej przedstawiony:
Jest 100 kobiet, które pasują do opisu powyżej (opisu Lindy). Ile z nich jest:
1. pracownikami banku
2. pracownikami banku i aktywnymi działaczkami ruchu feministycznego

Okazuje się, że w tym eksperymencie błąd koniunkcji nie występuje. Jedynie 10–20% osób (w zależności od badania) ocenia prawdopodobieństwo koniunkcji „pracownik + działaczka” jako większe, niż „tylko pracownik”. Aby uniknąć błędu koniunkcji wystarczy więc przedstawiać problem w kategoriach „częstości”, a nie prawdopodobieństwa występowania.